# Nicolás Benedetti
Nicolás Benedetti Roa (Cali, 25 april 1997) is een Colombiaanse voetballer die doorgaans als middenvelder speelt. Hij verruilde Deportivo Cali in januari 2019 voor América. Benedetti debuteerde in 2018 in het Colombiaans voetbalelftal.

## Carrière
Benedetti stroomde door vanuit de jeugd van Deportivo Cali. Daarvoor debuteerde hij op 16 juli 2015 in het eerste elftal. Hij viel die dag in de 85e minuut in voor Andrés Felipe Roa tijdens een met 2–0 gewonnen wedstrijd in het toernooi om de Copa Colombia, thuis tegen Boyacá Chicó. Zijn competitiedebuut volgde twee dagen later. Benedetti kwam toen in de 74e minuut in het veld voor diezelfde Roa tijdens een met 1–2 gewonnen duel uit bij La Equidad. Hij groeide nog in zijn eerste seizoen uit tot basisspeler bij Deportivo Cali.

## Clubstatistieken
| Seizoen     | Club           | Competitie  | Competitie | Competitie | Beker | Beker | Internationaal | Internationaal | Totaal | Totaal |
| Seizoen     | Club           | Competitie  | Wed.       | Dlp.       | Wed.  | Dlp.  | Wed.           | Dlp.           | Wed.   | Dlp.   |
| ----------- | -------------- | ----------- | ---------- | ---------- | ----- | ----- | -------------- | -------------- | ------ | ------ |
| 2015        | Deportivo Cali | Primera A   | 16         | 3          | 4     | 0     | —              | —              | 20     | 3      |
| 2016        | Deportivo Cali | Primera A   | 26         | 5          | 4     | 1     | 2              | 0              | 32     | 6      |
| 2017        | Deportivo Cali | Primera A   | 40         | 6          | 7     | 1     | 3              | 2              | 50     | 9      |
| 2018        | Deportivo Cali | Primera A   | 36         | 3          | 0     | 0     | 8              | 5              | 44     | 8      |
| 2019        | Deportivo Cali | Primera A   | 1          | 0          | 0     | 0     | 0              | 0              | 1      | 0      |
| Club totaal | Club totaal    | Club totaal | 119        | 17         | 15    | 2     | 13             | 7              | 147    | 26     |
| 2018/19     | América        | Liga MX     | 9          | 1          | 5     | 3     | 0              | 0              | 14     | 4      |
| 2019/20     | América        | Liga MX     | 2          | 1          | 0     | 0     | 0              | 0              | 2      | 1      |
| Club totaal | Club totaal    | Club totaal | 11         | 2          | 5     | 3     | 0              | 0              | 16     | 5      |

Bijgewerkt t/m 17 september 2019

## Erelijst
| Categoría Primera A | 1x | 2015 Apertura |